# A-Mei
A-Mei, de son vrai nom Zhang Huimei (chinois traditionnel : 張惠妹 ; chinois simplifié : 张惠妹 ; pinyin : zhāng huì mèi, née le 9 août 1972), est une chanteuse taïwanaise de pop et rock. Elle est d'origine aborigène du groupe Puyuma. Ses albums se sont vendus à plus de 55 millions d'exemplaires dans le monde et elle détient le record des ventes de disques de chanteuses chinoises.

## Ventes
En 1996, elle sort son premier album studio, Sisters. C'est un succès commercial, il se vend à plus d'un million d'exemplaires à Taïwan. Son deuxième album, Bad Boy (1997), devient l'album le plus vendu du pays. Les albums suivants, Holding Hands (1998), Can I Hug You, Lover ? (1999) et Regardless (2000) sont salués par la critique et le public. Les deux premiers se vendent à plus d'un million d'exemplaires.
Une polémique sur les portraits croisés entraîne une baisse des ventes en 2004 ; elle connaît à nouveau le succès en 2006 avec son album I Want Happiness ?.

## Biographie
Née et élevée à Beinan, Taitung, Taïwan, A-Mei s'installe à Taipei à l'âge de 20 ans, en 1992.

### Jeunesse et débuts (1972–1995)
A-Mei naît le 9 août 1972, dans la tribu Tamalakaw (appartenant aux Puyuma) à Beinan, Taitung, Taïwan,. Son nom en langue Puyuma est Kulilay Amit,,, translittéré Gulilai Amit. Elle est la septième enfant d'une famille qui en compte neuf. La famille d'A-Mei est pauvre, l'éducation d'un si grand nombre d'enfants est difficile. Le père voulait faire adopter A-Mei et sa jeune sœur Saya Chang par des membres de sa famille. La mère d'A-Mei les emmène se cacher dans les montagnes. L'éducation de A-Mei a été difficile.
En 1992, A-Mei quitte pour la première fois sa ville natale de Taitung, travaille dans un restaurant, et vend des vêtements dans un stand au bord de la route à Taipei.
Elle débute dans le spectacle en participant au concours télévisé Five Lights Singing Contest sur TTV Main Channel en 1992, encouragée par son père. Elle arrive en finale, mais perd au dernier tour. Elle est prête à abandonner, son père l'encourage. Elle se présente au concours de chant en 1993. Elle est couronnée championne l'année suivante. Son père meurt cette année-là.
En 2009, dans un album sous son vrai nom Amit, elle chante Disappear (掉了) qui exprime à quel point il lui manque. Après avoir remporté le Five Lights Awards de Taiwan TV, elle est invitée par Japan Asia Airways au Japon pour se produire lors du World Music Tour à Tokyo.

### DeSistersàHolding Hands(1996–1999)
Elle signe un contrat d'enregistrement avec Forward Music. Elle apparaît dans l'album de Chang Yu-sheng (en), Red Passion, qui sort le 12 juillet 1996. Ils chantent en duo The One Who Loved Me Most, Hurt Me The Most (最愛的人傷我最深).
En novembre 1996, A-Mei est invitée à chanter I'm a Dreamer on Air (空中的夢想家), la chanson thème de la station de radio taïwanaise UFO Radio.
Le 13 décembre 1996, A-Mei sort son premier album Sisters, sous la tutelle de Chang. Les dirigeants de Forward Music craignent que les origines autochtones d'A-Mei aient un impact négatif sur les ventes ; la discrimination à l'égard des autochtones était encore très répandue à l'époque. A-Mei insiste dans les médias sur ses origines, elle devient la première popstar taïwanaise à afficher son identité,. Sisters connait un succès considérable. L'album est en tête du classement IFPI de Taïwan pendant neuf semaines consécutives, et se vend à 1,21 million d'exemplaires à Taïwan et à quatre millions en Asie. Les ventes de Sisters surprennent Forward Music, qui en oublie de l'inscrire à la 8e édition des Golden Melody Awards (l'équivalent sinophone des Grammy Awards).
Les chansons de Sisters, You Don't Want Anything (原來你什麼都不要), Released (解脫), Cut Love (剪愛) et la chanson-titre sont diffusées à la radio dans tout le monde sinophone. Pour la chanson-titre, Chang invite la mère, les sœurs et d'autres membres de la famille de A-Mei à participer au chœur, il ajoute des éléments musicaux de Puyuma pour l'enrichir. Les ventes de Sisters en font le quatrième album le plus vendu à Taïwan. Il se classe parmi les dix meilleurs albums de l'Association chinoise d'échange de musiciens en 1997, et se retrouve à la dixième place dans la sélection des « 200 meilleurs albums de musique populaire taïwanaise ».
A-Mei entame sa première tournée de concerts en solo à Taïwan, Hong Kong et Singapour en janvier 1998. Le 10 janvier 1998, A-Mei donne son premier grand concert A-Mei Live in Concert 1998. Elle bat le record du plus court laps de temps entre un concert à grande échelle et la sortie du disque (Un an et 28 jours entre la date de sortie du premier album et la date du concert). Le concert s'est vendu très rapidement à Taïwan. Il attire un public enthousiaste, les concerts de Taipei et de Kaohsiung sont donnés à guichets fermés. Les deux concerts donnés au Singapore Indoor Stadium sont aussi des records : le premier concert est donné à guichets fermés en dix heures et le second en 8 heures.
En janvier 1999, A-Mei soutient Sprite dans les territoires sinophones, chantant la chanson Give Me Feelings (給我感覺) dans les publicités. La publicité est tournée à Shanghai, et provoque des embouteillages autour du site de tournage.
Elle remporte plus de 30 prix en deux ans et demi après ses débuts ; les ventes totales de son album dépassent les 10 millions. Au cours des deux dernières années, elle sera récompensée les deux fois. L'année précédente, MTV désigne son album comme le meilleur album en mandarin. Elle remporte le Gold Award de la « meilleure chanteuse du monde musical » lors de la cérémonie des Ultimate Song Chart Awards de 1998, organisée par Commercial Radio Hong Kong et le Asia Pacific Music Award lors de la cérémonie des Top Ten Golden Songs Awards de 1998. En remportant le titre de « chanteuse de Hong Kong la plus populaire du district », elle devient la seule chanteuse non originaire de Hong Kong et n'ayant pas fait ses débuts à Hong Kong à remporter ces deux prix.

### Interdiction en Chine etRegardless(2000)
En janvier 2000, A-Mei interprète la nouvelle chanson commerciale chinoise de Sprite, I Want to Fly (我要飛). Le même mois, le dernier numéro du magazine américain Details, (disparu depuis), publie la Millennium « International Ecstasy List ». La taïwanaise Shu Qi et A-Mei figurent sur cette liste, Details qualifiant cette dernière de « Madonna chinoise ». Le 4 février 2000, elle est invitée au CCTV Spring Festival Gala 2000, (avec la chanson Give Me Feelings (给我感觉), traitement que peu de chanteurs célèbres ont reçu. Après le Spring Festival Gala, la popularité d'A-Mei continue de grimper en Chine continentale.
Le 28 février 2000, elle est interviewée par la chaîne de télévision câblée américaine CNN, qui la qualifie d'« ambassadrice de la musique asiatique » et la félicite d'avoir conquis la Chine continentale avec ses chansons. En mars 2000, elle donne deux concerts à Hong Kong avec l'orchestre philharmonique de Hong Kong, chante des classiques chinois, anglais, cantonais et hokkien taïwanais, au coliseum de Hong Kong. Un mois plus tard, le 14 avril 2000, elle publie les enregistrements de ces concerts sur un album live intitulé Time to Say Goodbye, A-Mei Hong Kong Live.
Le 20 mai 2000, elle chante l'hymne national de la République de Chine lors de la cérémonie d'investiture de Chen Shui-bian. Le gouvernement de la République populaire de Chine l'empêche de se rendre en Chine continentale jusqu'en juillet 2001. Sprite rompt son contrat avec A-Mei en la retirant de sa liste d'endosseurs, les stations de radio en Chine cessent de diffuser sa musique.
Le 5 décembre 2000, elle sort son septième album studio intitulé Regardless. Ce sera le dernier album studio original d'A-Mei sous le label Forward Music. L'album se vend à plus de 360 000 exemplaires à Taïwan et à plus d'un million d'exemplaires en Asie,. Regardless est l'un des albums les plus vendus à Taïwan au XXIe siècle. L'album est nommé au Golden Melody Award de la meilleure chanteuse en mandarin, pour la 12e édition des Golden Melody Awards. Pour promouvoir l'album, elle donne un concert dans le district de Nangang, à Taipei, le jour de la première. A-Mei tient également une conférence de presse à Taiwan, Hong Kong, Singapour et en Malaisie. Le 31 décembre 2000, elle participe à un concert de la Saint-Sylvestre à Taipei.

### Signature chez Warner et sorties (2001–2003)
A-Mei fait la couverture de Newsweek en janvier 2001, avec le titre Pop and Politics. Elle est la seule chanteuse taïwanaise à avoir posé sur la couverture du magazine depuis lors. Après avoir signé juin 2001 chez Warner Music Taiwan (zh), A-Mei chante la chanson thème, en mandarin, pour le film Pearl Harbor. C'est une reprise de There You'll Be de Faith Hill. En août, Pékin accueille l'Universiade d'été 2001 ; à la cérémonie d'ouverture et lors de la finale, elle chante les deux chansons Sisters (姊妹) et Holding Hands (牵手). Les 80 000 spectateurs hurlent et applaudissent,. Le 7 septembre 2001, Forward Music sort la compilation Journey. Elle inclut toutes les chansons inédites d'A-Mei lorsqu'elle était chez Forward Music. L'album se vend à plus de 100 000 exemplaires à Taïwan et à un million d'exemplaires dans toute l'Asie. Le 29 octobre 2001, sort son premier album chez Warner, Truth. L'album est un succès commercial, se vendant à plus de 200 000 exemplaires à Taïwan et à 1,6 million d'exemplaires dans toute l'Asie. Des chansons à succès comme la chanson titre, Remember (記得) et Hate That I Love You (我恨我愛你) deviennent populaires dans les concours télévisés. Le 9 novembre 2001, à Taipei, le Real New Song Concert se tient au Chiang Kai-shek Memorial Hall : A-Mei donne un grand concert gratuit pour promouvoir l'album. Plus de 30 000 fans sont dans la salle. Certains ne s'étaient pas vus depuis longtemps, et découvrent ses œuvres musicales de l'année passée. En décembre 2001, A-Mei donne sept concerts aux États-Unis et au Canada. Le concert de Toronto est le concert solo le plus réussi donné par une chanteuse taïwanaise dans cette ville, au cours des dernières années selon la presse.
Au moment de l'épidémie de SRAS en 2003, A-Mei participe au disque de charité co-sponsorisé par Wang Leehom, David Tao et Azio TV. La chanson s'intitule Hand in Hand et réunit des musiciens comme Jay Chou, Elva Hsiao, Jolin Tsai, S.H.E and Jody Chiang. En juin 2003, A-Mei sponsorise le jeu PC coréen A3, et reçoit des dizaines de millions. Le 27 du même mois, l'album Brave est publié. Elle tient le premier rôle principal dans le film Brave, et chante la chanson titre. La chanson devient la championne du vote de la chanson d'amour gay cette année-là. Brave est le seul album d'A-Mei à ce jour qui n'a pas reçu de nomination pour un Golden Melody, mais il atteint d'excellentes ventes : 170 000 exemplaires à Taïwan et de 1,6 million en Asie. Le succès commercial de Brave convainc le label d'organiser trois concerts d'été : It's Me Who's Missing You au Seaside Park de Taitung, à Sizihwan et à Fulong Beach.
Durant le second semestre 2003, la tournée mondiale A-Class Entertainment se déroule en Malaisie, à Santou, Xiamen, Fuzhou, dans le Connecticut, à Las Vegas etc. En novembre 2003, A-Mei participe au City of Joy - Chang Yu-Sheng, All Star Tribute Concert pour rendre hommage à son mentor, Chang Yu-sheng.

### Autres activités (depuis 2004)
Lors des MTV Asia Awards 2004, A-Mei remporte le prix de l'artiste préférée de Taïwan pour la deuxième fois, le jour de la Saint-Valentin 2004. Fin avril 2004, A-Mei remporte un World Peace Music Award en reconnaissance de l'importance qu'elle accorde à la culture indigène et de son influence extraordinaire dans le monde sinophone. Elle est la première chanteuse taïwanaise à remporter ce prix.
En janvier 2014, A-Mei est sur la liste des héros de l'égalité gay en Asie, liste faite par le magazine gay international Element Magazine à Singapour. Après l'acquisition d'EMI par Universal Music Group, il devient l'un des labels d'Universal. En juin 2014, A-Mei signe un contrat d'enregistrement avec EMI Taïwan, et est choisie comme directrice de la marque pour le label. Le directeur de la marque de la Chine annonce également que Show Lo et Rainie Yang ont rejoint la société. Le 2 juillet 2014, A-Mei publie son quatorzième album studio, Faces of Paranoia. L'album est sélectionné pour le Golden Melody Award de la meilleure chanteuse en mandarin, et de la chanson de l'année avec la chanson titre de l'album ; elle remporte enfin le prix de la meilleure chanteuse en mandarin. À la fin de l'été 2014, un concert a lieu à l'amphithéâtre Fulfillment à Taichung. Les 6 000 billets se vendent instantanément. L'organisateur ouvre exceptionnellement la zone de la prairie, attirant 30 000 spectateurs. En octobre de la même année, A-Mei fait la couverture du magazine Element de Singapour : on la voit drapée dans un drapeau arc-en-ciel pour soutenir l'égalité des homosexuels.

## Discographie

### DVD/VCD
(février 2025).
- 金曲精選影音 ("Bad Boy" & "Sisters" Karaoke MV)
- 妹力四射Live (Live in Concert 1998)
- 牽手唱翻天 ("Holding Hands" Live in Concert & Karaoke MV)
- 妹力99Live (Live in Concert 1999)
- 我可以抱你嗎愛人 ("May I Hug You, Lover?" Karaoke MV)
- 歌聲妹影 (A*Mei with Hong Kong Philharmonic Orchestra)
- 不顧一切 ("Regardless" Karaoke MV)
- 真實 演唱會 ("Truth" Live in Concert)
- 真實 ("Truth" Karaoke MV)
- 發燒 ("Fever" Karaoke MV)
- A級娯楽 世界巡廻演唱會 (Live in Concert 2002)
- 勇敢 ("Brave" Karaoke MV)
- 勇敢 MSN線上演唱会 ("Brave" Live on MSN Online Concert)

### Autres
(février 2025).
- 紅色熱情 "最愛的人傷我最深" (Duet with Chang Yu-Sheng) [1996]
- 讓心勇敢飛 "讓心勇敢飛" (All Stars) [1998]
- 給雨生的歌"聽你'聽我" (Chang Yu-Sheng, All Star Tribute Concert) [1999]
- 手牽手 "手牽手" (All Stars Hand in Hand Against SARS) [2003]
- 雨生歡禧城 "哭泣與耳語" (City of Joy - Chang Yu-Sheng, All Star Tribute Concert) [2003]
- (愛Love) 南亞賑災"We are the world"(Love For Tsunami Victims Concert) [2005]
- 戰舞 "巴冷公主" (Duet with Biung Wang) [2006]
- "起初的愛" (Jeff Ma, All Star Tribute Concert) [2007]
- "永遠的朋友" & "Forever Friends" (Beijing Olympic) [2008]*
- "快樂暢開" (Coca-cola theme song) [2010]*
- "渴了" (Coca-cola theme song) [2011]*
- "High咖" (Master Kong's Iced Red Tea in Greater China 2011 Theme Song) [2011]
- "裂痕" (RIFT Game Theme Song) [2012]
- "星火燎原" (Theme Song of Zhu Cai Zhong Guo Ren, 出彩中國人) [2014]
- "靈魂盡頭" (Tiny Times 4 Theme Song) [2015]
- "不該"	 (Duet with Jay Chou) [2016]
- "姊妹 2016"(Sisters 2016, Parallel Universe Version) [2016]*
- "我想帶妳回家" (Collaboration avec BOXING Band et Power Station (zh)) [2016]
- "We Are One" (Collaborations avec Tanya Chua (en), Sandy Lam, Na Ying, Elva Hsiao, Rainie Yang, Dee Hsu, A-Lin [2017]